# شهرستان لینشی (مغولستان داخلی)
شهرستان لینشی (به انگلیسی: Linxi County) یک شهرستان در چین است که در چیفنگ واقع شده‌است. شهرستان لینشی ۸۰۵ متر بالاتر از سطح دریا واقع شده‌است.